# Billy-sur-Ourcq
Billy-sur-Ourcq ist eine französische Gemeinde mit 195 Einwohnern (Stand: 1. Januar 2022) im Département Aisne in der Region Hauts-de-France (frühere Region: Picardie). Sie gehört zum Arrondissement Soissons und zum Kanton Villers-Cotterêts.

## Geographie
Die Gemeinde Billy-sur-Ourcq liegt nahe, aber  nicht am Fluss Ourcq, 16 Kilometer südlich von Soissons und 18 Kilometer nordnordwestlich von Château-Thierry. Nachbargemeinden von Billy-sur-Ourcq sind Saint-Rémy-Blanzy im Norden, Oulchy-la-Ville im Osten, Rozet-Saint-Albin im Süden und Chouy im Westen. Zu Billy gehören die Gehöfte La Fontaine Alix, Grumilly, Géroménil und Édrolles.

## Bevölkerungsentwicklung
| Jahr                       | 1962 | 1968 | 1975 | 1982 | 1990 | 1999 | 2011 | 2021 |
| Einwohner                  | 200  | 205  | 206  | 201  | 208  | 201  | 215  | 199  |
| Quellen: Cassini und INSEE |      |      |      |      |      |      |      |      |

## Sehenswürdigkeiten
- Kirche Saint-Martin aus dem 13. Jahrhundert, Monument historique (Base Mérimée PA00115533).

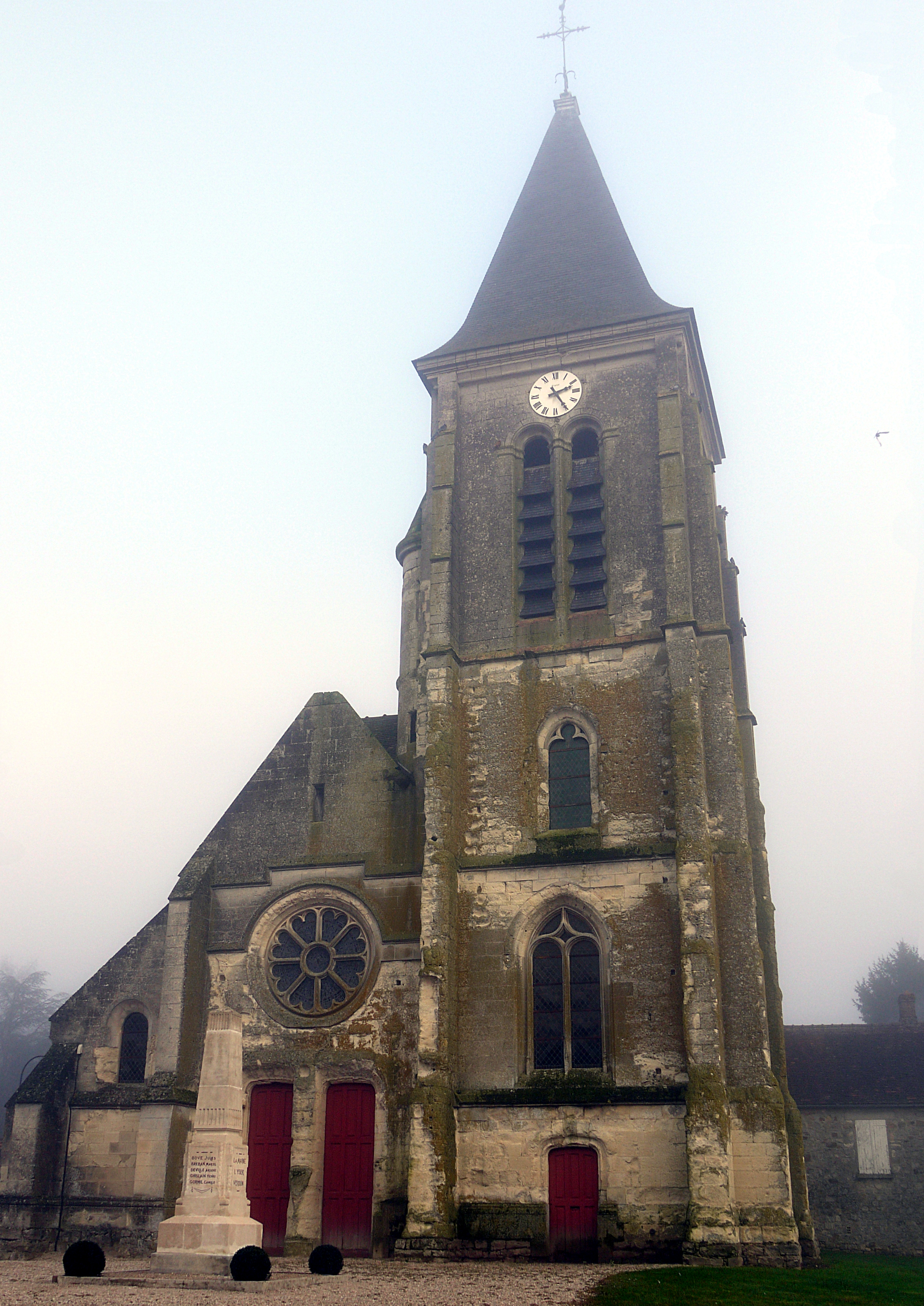
Kirche Saint-Martin